# 齐巴克扎布
齐巴克扎布（？—1756年），清朝蒙古王公，喀尔喀蒙古札萨克图汗部人，根惇的曾孙，罗卜藏达什的孙子，乌巴锡的儿子，博尔济吉特氏。
齐巴克扎布开始被授为二等台吉（札萨克图汗部中左翼右旗）。乾隆二十年（1755年），随清军征讨准噶尔汗国达瓦齐，在塔木集赛捉住杜尔伯特巴朗，而被赐孔雀翎。再赴乌里雅苏台（今蒙古国札布哈朗特）听调。乾隆二十一年（1756年），追击擒拿辉特部中普尔普德济特等叛逃的人员。再次随参赞大臣纳穆扎尔追捕乌梁海逃人，尾追至阿里固特，阵亡。追封辅国公。